# 중핵 교육과정
중핵 교육과정은 중심교재를 중핵으로 하고 나머지 교재들을 주변과정으로 중핵에 통합시키는 교육과정이다. 가장 중요한 것을 중앙에 두고 나머지 것들은 그 주변에 위치하는 형태를 띤다.
중앙에 위치하는 것에 따라 문제 중심 중핵, 학습자중심 중핵, 교과 중핵으로 나뉜다. 중앙에 오는 것이 아동의 경험, 필요에 따라서 정해지기 때문에 경험중심 교육과정으로 분류되기도 한다.